# Bosch: Presidente en la frontera imperial
Bosch: Presidente en la Frontera Imperial es una película documental dominicana de 2009 dirigida por René Fortunato. De acuerdo con varias críticas y notas de prensa, Bosch: Presidente en la Frontera Imperial es considerado el mejor documental de René Fortunato.

## Sinopsis
La cinta muestra los principales acontecimientos políticos y sociales relacionados con la presidencia constitucional de Juan Bosch en la República Dominicana, transcurrida entre el 27 de febrero de 1963 y el 25 de septiembre de 1963.
El golpe de Estado militar que depuso a Bosch y la política exterior de Estados Unidos hacia América Latina durante la presidencia de John F. Kennedy son los principales aspectos que desarrolla el documental. Fue realizado con imágenes y sonidos de la época provenientes de varias fuentes, en particular del Archivo General de la Nación de República Dominicana y de la Biblioteca del Congreso de Estados Unidos.